# Görisried
Görisried är en kommun och ort i Landkreis Ostallgäu i Regierungsbezirk Schwaben i förbundslandet Bayern i Tyskland.
Kommunen ingår i kommunalförbundet Unterthingau tillsammans med köpingen Unterthingau och kommunen Kraftisried.